# Sorani
Sorani er en af de større kurdiske dialekter og tales af ca. 10 millioner mennesker i Irak (mest i områderne omkring Arbil (Hewlêr på Sorani) og Suleymanya) og i Iran omkring Mahabad. Dialektens udbredelse svarer til cirka 3 gange af Danmarks areal. Tidligere var dets skriftsprog skrives fra højre mod venstre, og deler stort set skrifttegn med arabisk. Sorani har dog 6 ekstra tegn, hvoraf 2 ofte bruges af irakiske arabere som supplement til det arabiske alfabet. I dag benytter man latinskebogstaver (a, b, c, som vi kender) som skriftsprog. Det er en del af at modernisere Kurdistan.